# Magasa
Magasa är en ort och kommun i provinsen Brescia i regionen Lombardiet i Italien. Kommunen hade 123 invånare (2018).